# Héctor Yazalde
Héctor Casimiro Yazalde (Avellaneda, 29 mei 1946 – Buenos Aires, 18 juni 1997) was een Argentijns profvoetballer. De spits met de bijnaam Chirola overleed op 51-jarige leeftijd aan een hartaanval.

## Clubcarrière
Héctor Yazalde begon zijn professionele loopbaan bij Independiente in 1967. Nog datzelfde jaar werd hij met zijn club landskampioen, evenals in 1970. Tevens werd hij in 1970 als eerste speler verkozen tot Argentijns voetballer van het jaar. In 1971 maakte hij de overstap naar Europa en tekende hij een contract bij Sporting Lissabon. Daar won hij in 1973 de nationale beker en in 1974 de dubbel. Yazalde wist in Portugal regelmatig het doel te vinden: in 1974 scoorde hij in dertig wedstrijden 46 keer waarmee hij Europees topscorer werd en daarmee de Gouden Schoen won. Ook in 1975 ging hij door met doelpunten maken en werd hij voor de tweede maal nationaal topscorer met dertig doelpunten. In de vier seizoenen die hij bij Sporting Lissabon doorbracht had Yazalde een doelgemiddelde van een doelpunt per wedstrijd. Hij scoorde 104 doelpunten waarmee hij tot en met 2009 de meest scorende buitenlander was bij de club, daarna nam Liédson dit record over.
Tijdens het seizoen 1976/77 speelde Yazalde bij Olympique Marseille, waarna hij terugkeerde naar Argentinië en een contract tekende bij Newell's Old Boys. Daar bleef hij tot en met 1981, waarna hij zijn carrière afsloot bij CA Huracán.

## Interlandloopbaan
Chirola kwam tien keer uit voor het Argentijnse elftal en werd in 1974 opgeroepen voor het WK voetbal in West-Duitsland. Daar speelde hij de drie groepswedstrijden, waarin hij twee keer scoorde tegen Haïti. In de tweede ronde werd Argentinië uitgeschakeld door Oranje.

## Erelijst
Met Independiente:
- Primera División: 1967, 1970

Met Sporting Lissabon:
- SuperLiga: 1973/74
- Taça de Portugal: 1972/73, 1973/74

Individuele prijzen:
- Argentijns voetballer van het jaar: 1970
- Gouden Schoen: 1973/74
- Portugees topscorer: 1973/74, 1974/75

## Trivia
- Het verhaal gaat dat Yazalde als prijs voor zijn Gouden Schoen een Toyota kreeg van zijn sponsor, die hij meteen verkocht om de opbrengst over zijn ploegmaten te verdelen.